# Radikale Volkspartei

Parteilogo

Die Radikale Volkspartei (serbisch Народна радикална странка Narodna radikalna stranka) war die älteste politische Partei im Königreich Serbien und im Königreich Jugoslawien. Sie bestand von 1881 bis 1941 und war in den 1920ern die stärkste und einflussreichste bürgerliche Partei Serbiens.

## Geschichte
Die Partei wurde am 8. Januar 1881 gegründet und setzte sich für die Einführung einer liberalen Verfassung und einer konstitutionellen Monarchie ein. 1883 wurde ein von der Partei unterstützter Bauernaufstand gegen König Milan I. niedergeschlagen, und viele Parteimitglieder verhaftet oder gingen ins Exil. Nach einer Amnestie wurde die Partei 1887 erstmals an der Regierung beteiligt. Aus der abgespaltenen Unabhängigen Radikalen Partei ging später die Demokratische Partei hervor. Während der Regentschaft nach der Abdankung Milan I. übernahm die Radikale Volkspartei mit ihrem Gründer Nikola Pašić als Ministerpräsident 1891 die Regierung. Er wurde 1892 von Aleksandar Obrenović durch den gemäßigten Radikalen Lazar Dokić ersetzt.
1904 wurde Pašić unter König Peter I. erneut Premierminister und führte die angestrebten Reformen durch. Die Partei unterstützte die Korfuer Deklaration 1917 zur Bildung des Königreichs der Serben, Kroaten und Slowenen. Pašić, der nach dem Ende des Ersten Weltkriegs noch mehrmals Premierminister war, starb 1926. Nach Pašićs Tod 1926 spaltete sich die Radikale Volkspartei in drei Flügel. Nach der Einführung der Diktatur Alexanders I. 1929 traten viele Radikale zu anderen Parteien über (JNS, JRZ. ZBOR), die verbliebenen Radikalen gingen in Opposition, blieben dabei aber passiv. 1935 gründete Milan Stojadinović die Serbische Radikale Partei, die mit ihm und Dragiša Cvetković bis zum deutschen Einmarsch in Jugoslawien 1941 den Regierungschef in einer Koalition stellte. Viele der Parteimitglieder gingen danach ins Exil.
1990 bildete sich die Serbische Radikale Partei, die sich in der Tradition des serbischen Radikalismus sieht.

## Bekannte Mitglieder
- Nikola Pašić (1845–1926), serbischer und serbo-kroato-slowenischer Ministerpräsident.
- Milan Stojadinović (1888–1961), serbo-kroato-slowenischer und jugoslawischer Finanz- und Außenminister sowie Ministerpräsident.
- Puniša Račić (1886–1944), Tschetnik-Führer, Parlamentsabgeordneter und politischer Mörder.